# Lekkoatletyka na Letnich Igrzyskach Olimpijskich 1952 – bieg na 3000 m z przeszkodami mężczyzn
Bieg na 3000 metrów z przeszkodami mężczyzn podczas XV Letnich Igrzysk Olimpijskich w Helsinkach rozegrano 23 (eliminacje) i 25 lipca 1952 (finał) na Stadionie Olimpijskim w Helsinkach. Zwycięzcą został reprezentant Stanów Zjednoczonych Horace Ashenfelter, który w finale ustanowił nieoficjalny rekord świata uzyskując czas 8:45,4.

## Rekordy

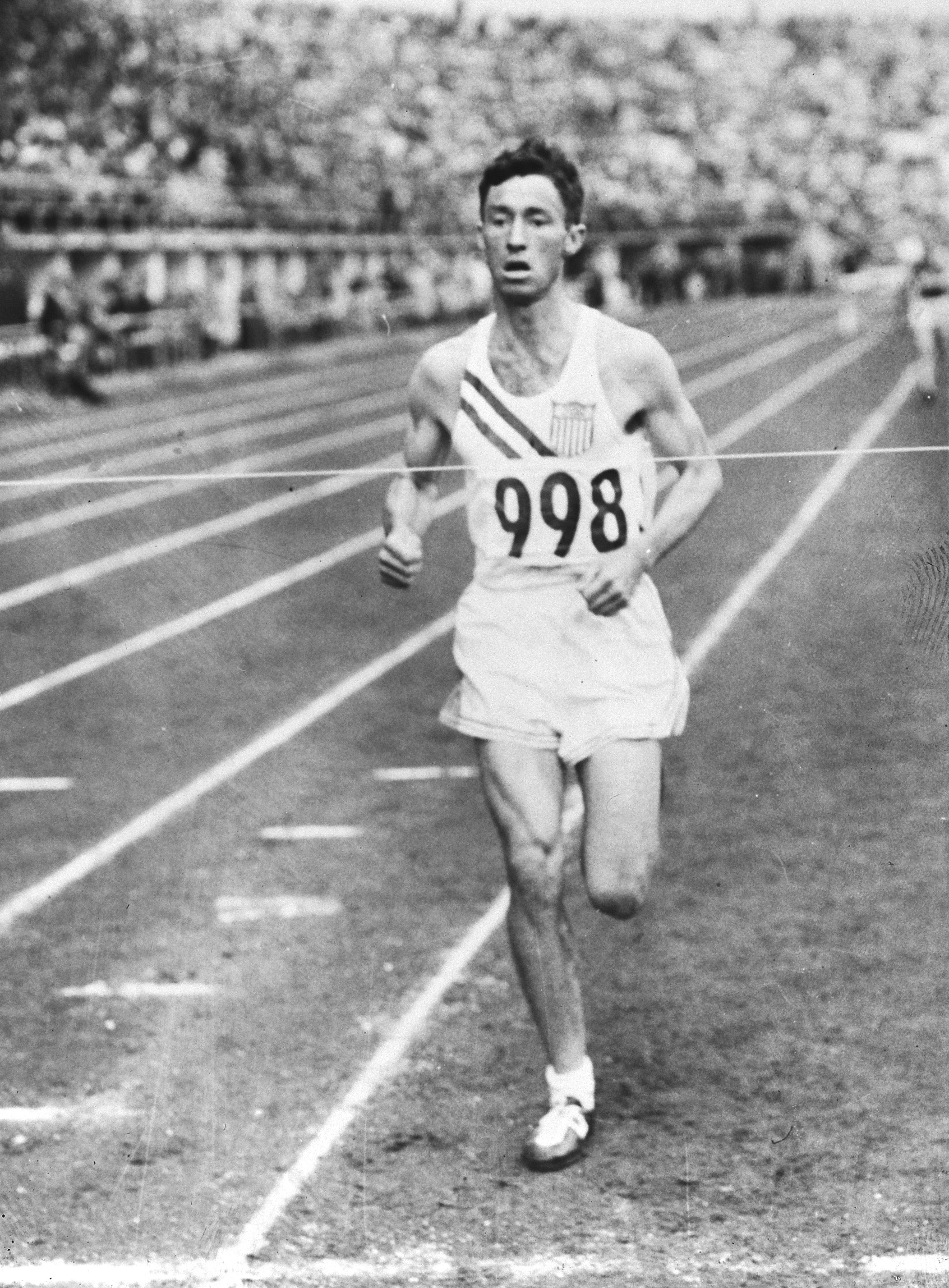
Horace Ashenfelter

|                   | Zawodnik          | Narodowość | Czas   | Data                 | Miejsce |
| ----------------- | ----------------- | ---------- | ------ | -------------------- | ------- |
| Rekord świata     | Władimir Kazancew | ZSRR       | 8:48,6 | 12 czerwca 1952(dts) | Kijów   |
| Rekord olimpijski | Volmari Iso-Hollo | Finlandia  | 9:03,8 | 8 sierpnia 1936(dts) | Berlin  |

## Wyniki
| Poz. - pozycja |
| – rekord świata \| – rekord krajowy \| – rekord życiowy \| = – wyrównany rekord życiowy \| · – najlepszy wynik w sezonie \| = – wyrównany najlepszy wynik w sezonie \| – rekord olimpijski |
| Fn – falstart \| DNF – nie ukończył \| DNS – nie wystartował \| DSQ – zdyskwalifikowany |

### Eliminacje
Rozegrano trzy biegi eliminacyjne. Do finału awansowało po czterech najlepszych zawodników z każdego biegu (Q).

#### Bieg 1
| Poz. | Zawodnik           | Narodowość        | Rezultat | Uwagi |
| ---- | ------------------ | ----------------- | -------- | ----- |
| 1    | Władimir Kazancew  | ZSRR              | 8:58,0   | Q,    |
| 2    | Günter Heßelmann   | Niemcy            | 9:05,0   | Q     |
| 3    | Gunnar Karlsson    | Szwecja           | 9:05,4   | Q     |
| 4    | Cahit Önel         | Turcja            | 9:06,0   | Q     |
| 5    | Jindřich Roudný    | Czechosłowacja    | 9:06,4   |       |
| 6    | Kauko Lusenius     | Finlandia         | 9:26,8   |       |
| 7    | Kenneth Johnson    | Wielka Brytania   | 9:27,0   |       |
| 8    | Drago Štritof      | Jugosławia        | 9:28,0   |       |
| 9    | Victor Firea       | Rumunia           | 8:29,2   |       |
| 10   | Guillermo Solá     | Chile             | 9:32,2   |       |
| 11   | Pierre Prat        | Francja           | 9:32,8   |       |
| 12   | Gulzara Singh Mann | Indie             | 9:48,6   |       |
| –    | Bill Ashenfelter   | Stany Zjednoczone | DNF      |       |

#### Bieg 2
| Poz. | Zawodnik           | Narodowość        | Rezultat | Uwagi |
| ---- | ------------------ | ----------------- | -------- | ----- |
| 1    | John Disley        | Wielka Brytania   | 8:59,4   | Q     |
| 2    | Olavi Rinteenpää   | Finlandia         | 8:59,4   | Q     |
| 3    | József Apró        | Węgry             | 9:00,4   | Q     |
| 4    | Helmut Gude        | Niemcy            | 9:04,2   | Q     |
| 5    | Fiodor Marulin     | ZSRR              | 9:08,4   |       |
| 6    | Ali Baghbanbashi   | Iran              | 9:13,2   |       |
| 7    | Jan Kielas         | Polska            | 9:15,4   |       |
| 8    | André Lebrun       | Francja           | 9:17,8   |       |
| 9    | Susumu Takahashi   | Japonia           | 9:21,6   |       |
| 10   | Božidar Đurašković | Jugosławia        | 9:23,2   |       |
| 11   | Eric Nilsson       | Szwecja           | 9:25,0   |       |
| 12   | Browning Ross      | Stany Zjednoczone | 9:44,0   |       |
| –    | Augusto Robles     | Gwatemala         | DNS      |       |

#### Bieg 3
| Poz. | Zawodnik              | Narodowość        | Rezultat | Uwagi |
| ---- | --------------------- | ----------------- | -------- | ----- |
| 1    | Horace Ashenfelter    | Stany Zjednoczone | 8:51,0   | Q,    |
| 2    | Michaił Sałtykow      | ZSRR              | 8:55,8   | Q     |
| 3    | Curt Söderberg        | Szwecja           | 9:02,4   | Q     |
| 4    | Chris Brasher         | Wielka Brytania   | 9:03,2   | Q     |
| 5    | Urho Julin            | Finlandia         | 9:09,4   |       |
| 6    | László Jeszenszky     | Węgry             | 9:11,2   |       |
| 7    | André Paris           | Francja           | 9:30,0   |       |
| 8    | Robert Schoonjans     | Belgia            | 9:30,6   |       |
| 9    | Petar Šegedin         | Jugosławia        | 9:40,2   |       |
| –    | Víctorio Solares      | Gwatemala         | DNF      |       |
| –    | Osman Coşgül          | Turcja            | DNS      |       |
| –    | Wasilis Mawrapostolos | Grecja            | DNS      |       |
| –    | Martin Stokken        | Norwegia          | DNS      |       |

### Finał
| Poz. | Zawodnik           | Narodowość        | Rezultat | Uwagi |
| ---- | ------------------ | ----------------- | -------- | ----- |
| 1    | Horace Ashenfelter | Stany Zjednoczone | 8:45,4   | [ 1 ] |
| 2    | Władimir Kazancew  | ZSRR              | 8:51,6   |       |
| 3    | John Disley        | Wielka Brytania   | 8:51,8   |       |
| 4    | Olavi Rinteenpää   | Finlandia         | 8:55,2   |       |
| 5    | Curt Söderberg     | Szwecja           | 8:55,6   |       |
| 6    | Günter Heßelmann   | Niemcy            | 8:55,8   |       |
| 7    | Michaił Sałtykow   | ZSRR              | 8:56,2   |       |
| 8    | Helmut Gude        | Niemcy            | 9:01,4   |       |
| 9    | József Apró        | Węgry             | 9:04,2   |       |
| 10   | Cahit Önel         | Turcja            | 9:04,4   |       |
| 11   | Chris Brasher      | Wielka Brytania   | 9:14,0   |       |
| 12   | Gunnar Karlsson    | Szwecja           | 10:26,4  |       |